# Marius Keel
 Marius Johann Baptist Keel (* 15. Dezember 1969 in Zürich) ist ein schweizerischer Chirurg, Traumatologe und Orthopäde. Seine Schwerpunkte sind die Diagnose und Behandlung von Verletzungen und Verschleißerkrankungen des Hüftgelenks, des Beckens und der Wirbelsäule.

## Werdegang
Marius Keel studierte Medizin an den Universitäten Fribourg (1988–1990) und Zürich (1990–1994). 1996 promovierte er zum Doktor der Medizin. Von 1995 bis 2000 arbeitete er zunächst als Assistenzarzt im Departement Chirurgie des Universitätsspitals Zürich, anschließend im Kreisspital Männedorf. Von 2000 bis 2002 war er als Oberarzt der chirurgischen Abteilung im Kreisspital Männedorf und des Spitals Bülach tätig. 2002 kehrte er als Assistenzarzt der Klinik für Unfallchirurgie an das Universitätsspital Zürich zurück. Nach  Abschluss seiner Habilitation wurde ihm von der Universität Zürich die akademische Bezeichnung „Privatdozent“ verliehen. 2004 absolvierte Keel Fellowships in Hüft- und Beckenchirurgie bei Matta, damals am Good Samaritian Hospital, Los Angeles und in Traumatologie bei Demetriades am Department of Surgery, University of Southern California, LAC+USC Medical Center, Los Angeles. Von 2003 bis 2006 übernahm Marius Keel in der Klinik für Unfallchirurgie des Universitätsspitals Zürich zunächst die Position des Oberarztes und Teamleiters, ab 2006 die Funktion des Leitenden Arztes und ab 2007 auch die des stellvertretenden Klinikdirektors von seinem Lehrer und Mentor Otmar Trentz. Im Jahr 2008 wechselte Marius Keel als Consultant Traumatologie, Becken- und Wirbelsäulenchirurgie an die Universitätsklinik für Orthopädie und Traumatologie im Inselspital Bern. 2009 erhielt Keel die Titularprofessur der Universität Zürich. Im Jahr 2010 wurde er im Inselspital Bern zum Leitenden Arzt, 2012 zum Chefarzt und stellvertretenden Klinikdirektor berufen. Ebenfalls im Jahr 2012 übernahm Keel im Trauma-Zentrum Hirslanden (Klinik Hirslanden, Zürich) die Stelle als Konsiliararzt für Becken-, Hüft- und Wirbelsäulenchirurgie. 2015 wurde er zudem auch Chefarzt im Spital Tiefenau neben der Chefarztfunktion im Universitätsspital Bern mit dem Ziel der Etablierung der abgestuften traumatologischen und orthopädischen Versorgung. Zwischen 2008 und 2017 wirkte Keel als Visiting Professor im Rahmen von mehreren Arbeitswochen am Al Razi Orthopaedics Hospital in Kuwait und am Department of Orthopaedic Surgery, Groote Schuur Hospital, Universität Kapstadt, Südafrika. Seit 2017 ist Marius Keel im Inselspital Bern als Konsiliararzt (Senior Consultant) und zudem im Trauma Zentrum Hirslanden in Zürich tätig. Zudem gründete er 2017 die spine-pelvis AG.

### Spezialgebiete und Behandlungsschwerpunkte
Keel ist auf die Diagnose und Behandlung von Verletzungen und Verschleißerkrankungen des Hüftgelenks und des Beckens spezialisiert. Für die Behandlung komplizierter Hüftgelenksbrüche (Azetabulumfraktur) hat  Keel einen minimalinvasiven Operationszugang entwickelt: den Pararectus-Zugang nach Keel. Ein weiterer Behandlungsschwerpunkt ist die Wirbelsäulenchirurgie.

### Forschungstätigkeit
- April 1995 – April 1996: Postgraduate Kurs in experimenteller Medizin und Biologie der Medizinischen Fakultät der Universität Zürich (Leitung:  J. Zapf)
- November 1994 – Juli 2001: Experimentelle Arbeiten auf dem Gebiet „Immunsystem nach Trauma oder während der Sepsis“, Klinik für Unfallchirurgie, Universitätsspital Zürich (Leitung:  W. Ertel,  O.Trentz)
- August 2001 – September 2009: Laborleiter und Forschungsgruppenleiter Traumatologie, Klinik für Unfallchirurgie, Universitätsspital Zürich
- seit November 2008: Forschungsleiter Forschungsgruppe Beckenchirurgie, Universitätsklinik für Orthopädische Chirurgie und Traumatologie, Inselspital, Universitätsspital Bern[5]

### Preise und Auszeichnungen
Für seine wissenschaftlichen Leistungen erhielt Marius Keel folgende Auszeichnungen:
- European Society of Trauma & Emergency Surgery (ESTES): Budapest, Hungary, 26. – 27.5.2008, 3rd Prize for Best Poster; Keel M, Lustenberger T, Lenzlinger P, Trentz O, Meier C. C-clamp and pelvic packing for control of hemorrhage in multiply injured patients with pelvic ring disruption.
- Schweizerische Gesellschaft für Orthopädie und Traumatologie (SGOT/SSOT), 69. Jahreskongress: Genf 24. – 26.6.2009, Association Suisse Romande de la hanche Poster Preis; Keel M, Bastian JD, Büchler L, Meyer DC, Siebenrok KA. Treatment of a defect in the femoral head after traumatic anterior hip dislocation by surgical hip dislocation and osteochondral transplantation – a case report.
- European Society of Trauma & Emergency Surgery (ESTES) Award 2010; Lustenberger T, Turina M, Burkhardt S, Mica L, Keel M. The severity of injury and the extent of hemorrhagic shock predict the incidence of infectious complications in trauma patiens. Eur J Trauma Emerg Med 2009;35(6):538-546.
- European Society of Trauma & Emergency Surgery (ESTES): Frankfurt, Germany, 24. – 27.5.2014, 3rd Prize for Best Oral Presentation; Keel MJ. Management of acetabular fractures through the Pararectus approach: Anatomic reduction confirmed by computer tomography and clinical results after two years.
- The Journal of Bone & Joint Surgery / JBJS Essential Surgical Techniques: JBJS Essential Surgical Techniques Editor’s Choice Technique Award, 2019. The Pararectus Approach - A New Concept.[6]

### Ämter und Mitgliedschaften
Marius Keel war von 2012 bis 2013 Präsident der Schweizerischen Gesellschaft für Traumatologie und Versicherungsmedizin (SGTV) und 2017 bis 2018 Präsident der European Society for Trauma and Emergency Surgery (ESTES). Zudem ist er Mitglied in verschiedenen europäischen und internationalen chirurgischen Fachgesellschaften: u. a. Schweizerische Gesellschaft für Chirurgie (SGC), Swiss Orthopaedics, Deutsche Gesellschaft für Unfallchirurgie (DGU), Fellow of American College of Surgeons (FACS), Association for Osteosynthesis (AO) Trauma.

### Publikationen
Keel verfasste bisher mehr als 300 Publikationen.